# تهويد
يغطي هذا المقال شكلاً من أشكال الامتصاص الثقافي والسياسة المكانية. للحركات المسيحية التي تؤمن بضرورة الالتزام بالقوانين اليهودية، انظر متهودون.
تهويد (بالعبرية: לְגַיֵּיר) هو عملية الامتصاص أو الاستيعاب الثقافي الذي من خلاله يكتسب شخص أو مجموعة سكانية المعتقدات والقيم الثقافية والدينية اليهودية.

## التثاقف الشخصي
إنها عملية عكس «إلغاء تهويد»، العملية التي لوحظت، على سبيل المثال، في روسيا السوفيتية حيث أعطت الممارسات التمييزية ضد اليهود زخماً «لتهويدهم».

## التثاقف الجيوسياسي

### التحريد
يشير التحريد إلى ظاهرة في أواخر القرن العشرين وأوائل القرن الحادي والعشرين، حيث أصبحت المناطق الحضرية وضواحي إسرائيل مثل بيت شيمش يهيمن عليها ديموغرافيًا وسياسيًا الحريديون على حساب غير الحريديم (بما في ذلك الصهاينة المتدينون وحيلونيم). غالبا ما يكون الاتجاه موضوع الاحتجاجات في مدن إسرائيلية مختلفة.